# Arrondissement de Gros-Morne
L’Arrondissement de Gros-Morne est un arrondissement d'Haïti, subdivision du département de l'Artibonite. Il a été créé autour de la bourg de Gros-Morne, qui est aujourd'hui son chef-lieu. Il est peuplé par 209 471 habitants (estimation 2009).
L'arrondissement regroupe trois communes :
- Gros-Morne
- Anse-Rouge
- Terre-Neuve